# Șurina, Bacău
Șurina este un sat în comuna Gârleni din județul Bacău, Moldova, România.